# 楊繼曾
楊繼曾（1898年11月7日—1993年3月7日），字君毅，生於大清國浙江省杭州市，祖籍安徽省懷寧，中華民國政治人物，中華民國陸軍中將，中國國民黨籍，曾任中華民國兵工署長與經濟部長。

## 生平
出身世家。其祖宛者不花，為蒙古人，明朝初年任安慶衛鎮守使，世襲武德將軍，其家族改姓楊，居於安徽省懷慶。祖父楊秉璋，清朝咸豐六年（1856年）進士，曾任翰林院學士，四川學政。楊繼曾為家中次子，其兄楊石先，為有機化學家，加入中國共產黨，於中華人民共和國建立後，出任南開大學校長。
楊繼曾於1912年至青島，進入德華特别高等專門學堂就讀，學習德文。在第一次世界大戰期間，日軍於1914年進攻山東青島德國租界，德華特別高等學堂停辦，楊繼曾隨學校師生一同轉學至上海同濟德文醫工學堂（今中華人民共和國同濟大學前身）就讀。1916年，由預科升至工科。1917年，中華民國與德國斷交，因同濟大學在德國政府支持下創辦，上海法租界決定驅逐同濟大學，同濟大學師生轉至上海吳淞復學。1919年，在五四運動推動下，上海學生組織上海學生聯合會，楊繼曾以同濟大學代表參與其中。
1920年，以同濟大學機械科第一名畢業，考取中華民國公費留學。先就讀於德國达姆施塔特工业大学，後轉學至柏林工業大學。1926年，於柏林工業大學畢業，取得機械工學士，回國進入東三省兵工廠，任炮彈廠廠長。曾任職於上海兵工廠與漢陽兵工廠等，後至兵工署任職。
1937年，盧溝橋事變後，經濟部與兵工署合作成立鋼鐵廠遷建委員會，由楊繼曾負責將上海鋼鐵廠、漢陽鐵廠、大冶鐵廠、萍鄉煤廠及六河溝鐵廠合併，遷至四川大後方。
任職兵工署期間，受到陳誠重用。1945年，對日抗戰結束，楊繼曾參與接收日軍投降工作。1946年，升任兵工署署長，領陸軍中將銜，隸屬聯勤總部。在國共內戰期間，於1949年自重慶乘飛機抵達台灣台北市。
在陳誠任台灣省省主席期間，1951年，出任台灣糖業公司董事長兼總經理，以台灣蔗糖出口換取外匯。1955年至1965年間接任行政院經濟部長，與財政部長嚴家淦及美援會副主委尹仲容，三人合稱「尹嚴楊」，人稱財經鐵三角。1965年，出任駐賴比瑞亞大使，推動農業技術合作與轉移。1976年，出任駐聯合國原子能委員會代表。1977年回台灣，任總統府國策顧問與國大代表，同時任裕隆汽車工業公司常務董事。
獅子會於1926年傳入中華民國，在天津及青島建立分會。1949年因中華人民共和國建國，獅子會國際總會註銷了天津及青島兩個分會。菲律賓華僑僑領蔡顯祖在台灣推動獅子會復會，由馬尼拉獅子會為輔導，由楊繼曾與曾虛白、汪竹二，丘漢平等社會名流為發起人，1953年在台灣台北市創立第一個獅子會，即台北市中央獅子會，由楊繼曾為首任會長。

## 著作
1987年出版《楊繼曾九十回憶錄》。

## 辭世
楊繼曾於1993年3月7日上午6時病逝於臺北三軍總醫院，是月22日舉行公祭，以俞國華為治喪會主委，由辜振甫、蔣彥士、錢復、徐立德四位大員為楊的靈柩覆蓋黨旗；李國鼎、沈昌煥、李連春、陳履安四人為靈柩覆蓋國旗，式後發引安葬於汐止五指山國軍示範公墓。